# 키시베 로한 루브르에 가다
《키시베 로한 루브르에 가다》(일본어: 岸辺露伴 ルーヴルへ行く)는 2022년 5월 26일 공개된 일본의 미스터리 스릴러 판타지 영화이다. 아라키 히로히코의 만화 <키시베 로한 루브르에 가다>를 원작으로 하는 실사 영화이다.

## 줄거리
만화가 키시베 로한은 소년 시절, 무엇보다도 까맣고 세상에서 가장 사악한 '검은 그림'의 소문을 듣는다. 시간이 흘러, 신작 집필의 과정에서 그 그림이 루브르 박물관에 보관되어 있다는 것을 알게 된 로한은 프랑스를 찾는다. 하지만 이상하게도 미술관 직원들조차 그림의 존재를 모르고, 보관되어 있던 장소는 더 이상 사용되지 않는 지하의 'Z-13' 창고였다. 그곳에서 로한은 '검은 그림'이 일으키는 무서운 사건을 마주하게 되는데...

## 출연

### 주연
키시베 로한 / 야마무라 니자에몽 역 - 타카하시 잇세이

### 조연
이즈미 쿄카 역 - 이토요 마리에
청년 로한 역 - 나가오 켄토
타츠미 료노스케 역 - 안도 마사노부
노구치 엠마 역 - 미나미
이케다 료
마에하라 코우
나카무라 마코토
시라이시 카요코
나나세 역 - 키무라 후미노